# Burgundi Margit francia királyné
Burgundi Margit (1290 – Château-Gaillard, 1315. augusztus 15.) Franciaország és Navarra királynéja, X. (Civakodó) Lajos első felesége, II. Róbert burgundi herceg és Franciaországi Ágnes, IX. (Szent) Lajos legkisebb gyermekének leánya volt. Botrányos szerelmi kalandja, mely a Nesle-torony botrányaként híresült el, két év várfogsághoz juttatta, és végül a halálához vezetett. Az eset már a középkorban is számos találgatásra adott okot.

## Élete
1305. szeptember 23-án, Vernonban lett a trónörökös felesége, aki ekkor már Navarra királya volt. A Lajos kvalitásai miatt gyaníthatóan boldogtalan házasságból mindössze egy gyermek született 1311-ben, Johanna.
1315 elején leánya, a homoszexuális férje, II. Edward és kegyencei elől Franciaországban menedéket kereső Izabella angol királyné sugallatára IV. (Szép) Fülöp, Lajos atyja elfogatta három menyét. Margit és a későbbi IV. (Szép) Károly felesége, Burgundi Blanka ugyanis, mint kiderült, három éve házasságtörő viszonyt folytattak egy normandiai testvérpárral a párizsi Nesle-palotában. Mindehhez a középső herceg, a későbbi V. (Hosszú) Fülöp felesége, Blanka testvére, Johanna asszisztált.
A két lovagot, Philippe és Gauthier d’Aunay-t április 19-én kegyetlenül kivégezték. Margitot és Blankát a rideg normandiai erődbe, a Château-Gaillard-ba záratták, ahol mostoha körülmények között kellett raboskodniuk. Margit fogolyként értesült róla, hogy apósa halálával november 29-én Franciaország királynéjává vált. Lajos azonban hallani sem akart a megbocsátásról. Margitot 1315. augusztus 15-én megfojtva találták a szobájában – ebben valószínűleg férje, vagy a király környezetének befolyásos tagjai játszottak szerepet. Lajos mindenesetre már augusztus 19-én megnősült, új választottja Magyarországi Klemencia, Károly Róbert testvére lett.
A Nesle-botrány komoly kihatással volt a királyság örökösödésére is. A hosszú, botrányos kapcsolat Margit és Lajos lánya, Johanna származását is kétségessé tette. Hosszú Fülöp végül kiszorította unokahúgát az öröklésből az ún. száli törvényre hivatkozva. Johanna csak 1328-ban tudta kialkudni Margit sógorától, Johanna nevű testvérének férjétől, VI. (Szerencsés) Fülöptől kialkudni, hogy franciaországi jogairól lemondva megszerezhesse Navarra trónját.